# Robinson R22
Robinson R22 — це двомісний, дволопастевий, одномоторний вертоліт, що виробляється компанією Robinson Helicopter Company. R22 був спроектований Френком Д. Робертсоном у 1973 році, але виробництво почалося лише у 1979 році.

## Порівняння з аналогами
| Модель               | Країна    | Кількість місць | Потужність, к.с. | Максимальна злітна маса, кг | Корисне навантаження, кг | Максимальна швидкість, км/год | Дальність польоту, км | Ціна, тисяч дол. США                                          |
| -------------------- | --------- | --------------- | ---------------- | --------------------------- | ------------------------ | ----------------------------- | --------------------- | ------------------------------------------------------------- |
| АК1-3 «Слава»        | Україна   | 1-2             | 1 х 156          | 650                         | н/д                      | 186                           | 350                   | 150                                                           |
| Skyline SL-222       | Україна   | 2               | 2 х 90           | 637                         | н/д                      | 194                           | 550                   | 149                                                           |
| Skyline SL-231       | Україна   | 2-3             | 1 х 210          | 882                         | н/д                      | 209                           | 600                   | 195                                                           |
| Беркут-ВЛ            | Росія     | 2               | 1 х 147/150      | 785/830                     | н/д                      | 174/185                       | 600/820               | 200                                                           |
| Safari 400           | Канада    | 2               | 1 х 180          | 725                         | 181                      | 160                           | 400                   | 70-137(кіт набір, залежно від ступеня зборки)/168,8 (готовий) |
| Alpi Syton AH 130    | Італія    | 2               | 1 х 130          | 580                         | н/д                      | 190                           | н/д                   | 247                                                           |
| DF Helicopters DF334 | Італія    | 2               | 1 х 115          | 500                         | н/д                      | 150                           | 300                   | н/д                                                           |
| Heli-Sport CH-7      | Італія    | 2               | 1 х 115          | 450                         | 170/220                  | 190                           | 480                   | 115 (ціна набору для самостійної збірки)                      |
| Robinson R22         | США       | 2               | 1 х 131          | 635                         | 176                      | 190                           | 385                   | 270                                                           |
| Rotorway A600 Talon  | США       | 2               | 1 х 167          | 680                         | 243                      | 185                           | 320                   | 98 (ціна набору для самостійної збірки)                       |
| Sikorsky S-300       | США       | 2-3             | 1 х 190          | 930                         | н/д                      | 176                           | 325                   | 350                                                           |
| Eagle Helicycle      | США       | 1               | 1 х 150          | 386                         | н/д                      | 177                           | 257                   | 38.5                                                          |
| Guimbal Cabri G2     | Франція   | 2               | 1 х 145          | 700                         | н/д                      | 185                           | 700                   | 375                                                           |
| Cicaré CH-12         | Аргентина | 2               | 1 х 180          | 700                         | н/д                      | 205                           | н/д                   | н/д                                                           |

## Транспортування
Дволопастевий ротор і невеликий розмір R22 дозволяють перевозити вертоліт без складання леза або демонтажу несного гвинта. Транспортування R22 вимагає закріплення хвостової частини та лопатей ротора до дна вантажного автомобіля або причепа, яке повинно бути жорстко прикрученим, щоб запобігти рухомому напруженню на вертоліт під час транспортування. Можливий зліт та приземлення прямо на причіп.

## Пілоти
R22 управляється багатьма приватними особами, компаніями та літаючими клубами. В Австралії, де зареєстровано 489 R22, станом на середину 2011 року, опитування встановило, що 62 % літального часу флоту було проведено в операціях збору худоби, а 13 % годин було проведено на підготовку пілотів.
Військові використовують у:
- Домініканська Республіка - Армія[6]
- Філіппіни - ВМС Філіппін[7]

## Ціна
Ціна базової комплектації на офіційному сайті Robinson Helicopter Company починається від $304000 із заводу. Ціна максимальної комплектації сягає до $405070.
Доставка не входить в ціну.
Повний капітальний ремонт основних компонентів потрібен при нальоті 2200 годин (або 12 років, що станеться раніше), що іноді називають "Timex".
Прайс-лист Robinson Helicopter Company оновлюється в лютому кожного року.

## R22 в Україні
Офіційний дилер Robinson Helicopter Company є в Україні. Ціна доставки до Києва не вказується.